# Mistrzostwa Polski w Skokach Narciarskich 1946
21. Mistrzostwa Polski w Skokach Narciarskich – zawody o mistrzostwo Polski w skokach narciarskich, które odbyły się 3 lutego 1946 na Wielkiej Krokwi w Zakopanem.
W konkursie skoków narciarskich zwyciężył Stanisław Marusarz, srebrny medal zdobył Mieczysław Gąsienica Samek, a brązowy – Tadeusz Kozak.

## Wyniki konkursu
| Miejsce | Zawodnik                   | Klub              | Skok 1 | Skok 2 | Punkty |
| ------- | -------------------------- | ----------------- | ------ | ------ | ------ |
| 1. (1.) | Stanisław Marusarz         | SNPTT Zakopane    | 57,0   | 71,5   | 225,0  |
| 2. (2.) | Mieczysław Gąsienica Samek | TS Wisła Zakopane | 56,5   | 65,5   | 217,0  |
| 3. (4.) | Tadeusz Kozak              | TS Wisła Zakopane | 55,0   | 63,5   | 207,2  |
| 4. (7.) | Jan Gąsienica Ciaptak      | SNPTT Zakopane    | 50,5   | 63,5   | 197,9  |
| 5. (8.) | Mieczysław Kozdruń         | SKN Zakopane      | 52,0   | 66,0   | 195,6  |
| 6. (9.) | Stefan Dziedzic            | HKN Zakopane      | 45,5   | 58,0   | 192,2  |

W nawiasach podano miejsce zajęte w zawodach z uwzględnieniem zagranicznych zawodników.
Trzecie miejsce w międzynarodowych zawodach zajął Jaroslav Lukeš, piąte Domiczek, a szóste – Karel Klima (wszyscy trzej byli reprezentantami Czechosłowacji).